# 데니스 헤이든
데니스 헤이든(Dennis Hayden, 1952년 4월 7일 ~ )은 미국의 영화배우, 텔레비전 배우이다.

## 영화
- 데드 인 러브 (2009년)
- 윗치 마운틴 (2009년)
- 트럭커 (2008년)
- 스나이퍼 2 (2002년)
- 나이트 클럽 (2001년)
- 랜덤 팩터 (1995년)
- 와일드 빌 (1995년)
- 야망의 그림자 (1995년)
- 분노의 파이터 (1994년)
- 48시간 2 (1990년)
- 파라다이스 (1988년)
- 액션 잭슨 (1988년)
- 다이 하드 (1988년)
- 슬램 (1987년)
- 톰보이 (1985년)